# Scelidacantha narosa
Scelidacantha narosa är en fjärilsart som beskrevs av Druce 1899. Scelidacantha narosa ingår i släktet Scelidacantha och familjen mätare. Inga underarter finns listade.